# Jai Andhra
El Jai Andhra fou un partit polític a l'estat d'Andhra Pradesh, a l'Índia. És un moviment polític de 1972 en suport a la creació de l'estat d'Andhra a la llum de les injustícies que sentia la gent de les regions costaneres d'Andhra i Rayalasima. Això va ser després que l'HC i el SC mantinguessin les regles Mulki existents en aquell moment. Això va privar del dret a la gran majoria de la població de l'estat d'obtenir feina a la seva pròpia capital estatal. En les protestes posteriors i la policia va acomiadar vuit persones van morir. Líders destacats d’Andhra Pradesh: Tenneti Viswanadham, Raja Sagi Suryanarayana Raju, Gouthu Latchanna, Jupudi Yegnanarayana, N. Srinivasulu Reddy, B. V. Subba Reddy, Kakani Venkataratnam, Vasantha Nageswara Rao, M. Venkaia Naiduh Naiduharah Naiduah Naiduah Naiduah Naiduah Naiduah Naidara, Nissankara Rao. Ventakaratnam, Chowdary Satyanarayana, líders estudiantils destacats com K.Sreedhar Rao, Haribabu, etc., de la Universitat d'Andhra, i molts altres van participar en l'agitació.
Segons les regles de Mulki vigents en aquell moment, qualsevol persona que hagués viscut a Hyderabad durant 15 anys era considerada local i, per tant, era elegible per a determinats càrrecs governamentals. Quan el Tribunal Suprem va confirmar les regles de Mulki a finals de 1972, el moviment Jai Andhra, amb l'objectiu de reformar un estat separat d'Andhra, es va iniciar a les regions costaneres d'Andhra i Rayalaseema.
L'any 1972, Gouthu Latchanna va tenir un paper destacat en el moviment Jai Andhra iniciat per estudiants de la Universitat d'Andhra exigint la divisió d'Andhra Pradesh en l'antic estat d'Andhra i l'estat de Telangana sobre la qüestió de les regles "Mulkhi". Va ser empresonat a la presó central de Mushirabad i alliberat el 1973.